# سیارک ۶۶۹۵
سیارک ۶۶۹۵ (به انگلیسی: 6695 Barrettduff، نامگذاری:1986PD1) شش هزار و ششصد و نود و پنجمین سیارک کشف شده‌است که در ۱ اوت ۱۹۸۶ کشف شد.
قدر مطلق سیارک برابر ۳۲.۳ است.